# 新界區專線小巴501C線
新界區專線小巴501A線，由馬亞木旗下富明有限公司營辦，循環來往雍盛苑及聯和墟，途經和興村、粉嶺站及安樂村，只於星期一至六繁忙時間行走。
新界區專線小巴501C線，循環來往雍盛苑及聯和墟，來回程繞經一鳴路。

## 歷史
- 1994年8月26日：運輸署公開招標8組共21條專綫小巴新路線，此路線與501S、807K線編為同一組。[1]
- 1997年：501K線投入服務，當時往來欣盛苑至粉嶺站。
- 2000年：延長至聯和墟。
- 2005年5月1日：此路線增設與九廣東鐵的轉乘優惠，乘客以同一張成人八達通卡於此路線與九廣東鐵（兩鐵合併後則推展至港鐵市區綫）之間轉乘，並於粉嶺站出入閘，可獲$0.3折扣。[2]
- 2006年3月12日：501A線以501K線輔助線的身份投入服務，以服務雍盛苑及昌盛苑一帶的居民。[3]
- 2009年8月7日：501K與501A線的晚間班次客量不足，兩者每日18:00後之班次合併，來往雍盛苑及聯和墟，來回程途經欣盛苑及一鳴路。根據運輸署官方資料，有關路線及班次純綷為501K線的特別班次，但實際上以501A／501K為路線編號行駛。
- 2021年6月14日：每日18:00後合併行走的班次編號更改為501C，並改為在平日上午過後及假日全日實施。[4]
- 2025年3月29日：[5]
  - 501A線星期一至星期六之首班車延遲5分鐘開出，並加密至8至10分鐘一班。
  - 501C提早星期一至星期六之頭班車至06:30，以及06:30至10:00之間班次為10分鐘一班，並加密16:00至19:00之班次至8至10分鐘一班。
  - 501K線取消服務。

## 服務時間及班次
501A
| 由雍盛苑開出 | 由雍盛苑開出 | 由雍盛苑開出 |
| 日期         | 服務時間     | 班次（分鐘） |
| ------------ | ------------ | ------------ |
| 星期一至六   | 06:35-10:05  | 8-10         |

501C
| 由雍盛苑開出     | 由雍盛苑開出 | 由雍盛苑開出 |
| 日期             | 服務時間     | 班次（分鐘） |
| ---------------- | ------------ | ------------ |
| 星期一至六       | 06:30-10:00  | 10           |
| 星期一至六       | 10:00-16:00  | 10-12        |
| 星期一至六       | 16:00-19:00  | 8-10         |
| 星期一至六       | 19:00-00:00  | 10-25        |
| 星期日及公眾假期 | 06:30-00:00  | 10-25        |

## 收費
- 全程收費：$5.4

| - 此路線大小同價。 - 65歲或以上長者使用長者或個人八達通（包括「樂悠咭」），合資格殘疾人士使用「殘疾人士身份」個人八達通，以及60至64歲香港居民使用「樂悠咭」繳付車資，均可享有每程劃一$2.0的政府長者及合資格殘疾人士公共交通票價優惠計劃。 - 乘客可以現金或八達通卡於上車時付款，不設找贖。 |

## 行走路線
- 途經：暉明路、華明路、偉明街、百和路、一鳴路、華明路、和興路、未命名路、百和路、馬會道、新運路、粉嶺車站路、沙頭角公路－龍躍頭段、粉嶺樓路、和泰街、聯興街、聯和道、聯發街、和泰街、和滿街、和滿街公共小型巴士總站、聯安街、沙頭角公路－龍躍頭段、樂業路、馬會道、百和路、未命名路、和興路、華明路、一鳴路、華明路及暉明路。

深藍色字只限501C線途經。